# Círculos de Schoch
En geometría, los círculos de Schoch son doce círculos arquimedianos descubiertos por Thomas Schoch.

## Historia
En 1979, Thomas Schoch descubrió una docena de nuevos círculos de Arquímedes; envió sus descubrimientos al editor de "Mathematical Games" de la revista Scientific American, Martin Gardner. El manuscrito fue enviado a Leon Bankoff. Bankoff le entregó una copia del manuscrito al profesor Clayton Dodge de la Universidad de Maine en 1996. Los dos planeaban escribir un artículo sobre el arbelos, en el que se incluirían los círculos de Schoch. Sin embargo, Bankoff murió al año siguiente.
En 1998, Peter Y. Woo de la Universidad de Biola publicó los hallazgos de Schoch en su sitio web. Al generalizar dos de los círculos de Schoch, Woo descubrió una familia infinita de círculos de Arquímedes llamada círculos de Woo en 1999.

## Círculos

Galería con los Doce Círculos de Schoch
Círculos a y b
Círculos c y d
Círculo e
Círculos f y g
Círculo h
Círculos i y j
Círculos k y l